# Matthias Wiegand
Matthias Wiegand (ur. 22 kwietnia 1954 w Plauen) – niemiecki kolarz torowy reprezentujący NRD, wicemistrz olimpijski oraz dwukrotny złoty medalista mistrzostw świata.

## Kariera
Pierwszy sukces w karierze Matthias Wiegand odniósł w 1972 roku, kiedy zdobył srebrny medal w drużynowym wyścigu na dochodzenie podczas mistrzostw kraju. Cztery lata później, podczas igrzysk w Montrealu wraz z kolegami zajął czwartą pozycję, przegrywając walkę o brąz z Brytyjczykami. Na rozgrywanych w 1977 roku mistrzostwach świata w San Cristóbal wspólnie z Geraldem Mortagiem, Norbertem Dürpischem i Volkerem Winklerem zdobył w tej konkurencji złoty medal. Wynik ten reprezentanci NRD w składzie: Uwe Unterwalder, Gerald Mortag, Matthias Wiegand i Volker Winkler powtórzyli podczas mistrzostw świata w Monachium w 1978 roku. Ostatni medal zdobył na rozgrywanych w 1980 roku igrzyskach olimpijskich w Moskwie, gdzie razem z Mortagiem, Unterwalderem i Winklerem zdobył ponownie srebrny medal w drużynowym wyścigu na dochodzenie. Ponadto wielokrotnie zdobywał medale torowych mistrzostw kraju, w tym trzy złote.